# Steven C. Amstrup
Steven C. Amstrup (nascut el 4 de febrer del 1950 a Fargo) és un mastòleg estatunidenc que estudia els ossos i, en particular, els ossos polars. Fou guardonat amb el Premi Indianapolis del 2012. Es graduà en Enginyeria Forestal per la Universitat de Washington el 1972, obtingué un màster en Gestió de la Fauna Salvatge de la Universitat d'Idaho el 1975 i es doctorà en la mateixa disciplina per la Universitat d'Alaska a Fairbanks el 1995.